# Талорк III
Талорк III (гэльск. Talorc) — король пиктов в 641—653 гг.

## Биография
Брат Бруде II. Хроника пиктов говорит, что Талорк III правил двенадцать лет между Бруде II и Талорканом I. Анналы Ольстера и Тигернаха сообщают о его смерти.